# Tuctoria fragilis
Tuctoria fragilis är en gräsart som först beskrevs av Jason Richard Swallen, och fick sitt nu gällande namn av John Raymond Reeder. Tuctoria fragilis ingår i släktet Tuctoria och familjen gräs. Inga underarter finns listade i Catalogue of Life.